# Meranoplus testudineus
Meranoplus testudineus é uma espécie de formiga do gênero Meranoplus, pertencente à subfamília Myrmicinae.